# کیکلادها
کیکلادها یونانی: Κυκλάδες، ت. «Kykládes») مجمع‌الجزایری در دریای اژه، در جنوب‌شرق سرزمین اصلی یونان هستند و پیش‌تر یکی از استان‌های یونان به‌شمار می‌رفتند. این جزایر بخشی از جزایر اژه هستند. نام آن‌ها (Κυκλάδες νήσοι، «Kykládes nísoi») به مجمع‌الجزایری اشاره دارد که حلقه‌ای پیرامون جزیرهٔ مقدس دلوس تشکیل می‌دهند. بزرگ‌ترین جزیرهٔ کیکلادها، ناکسوس است؛ با این حال، پرجمعیت‌ترین آن‌ها جزیره سیروس است.

## تاریخ

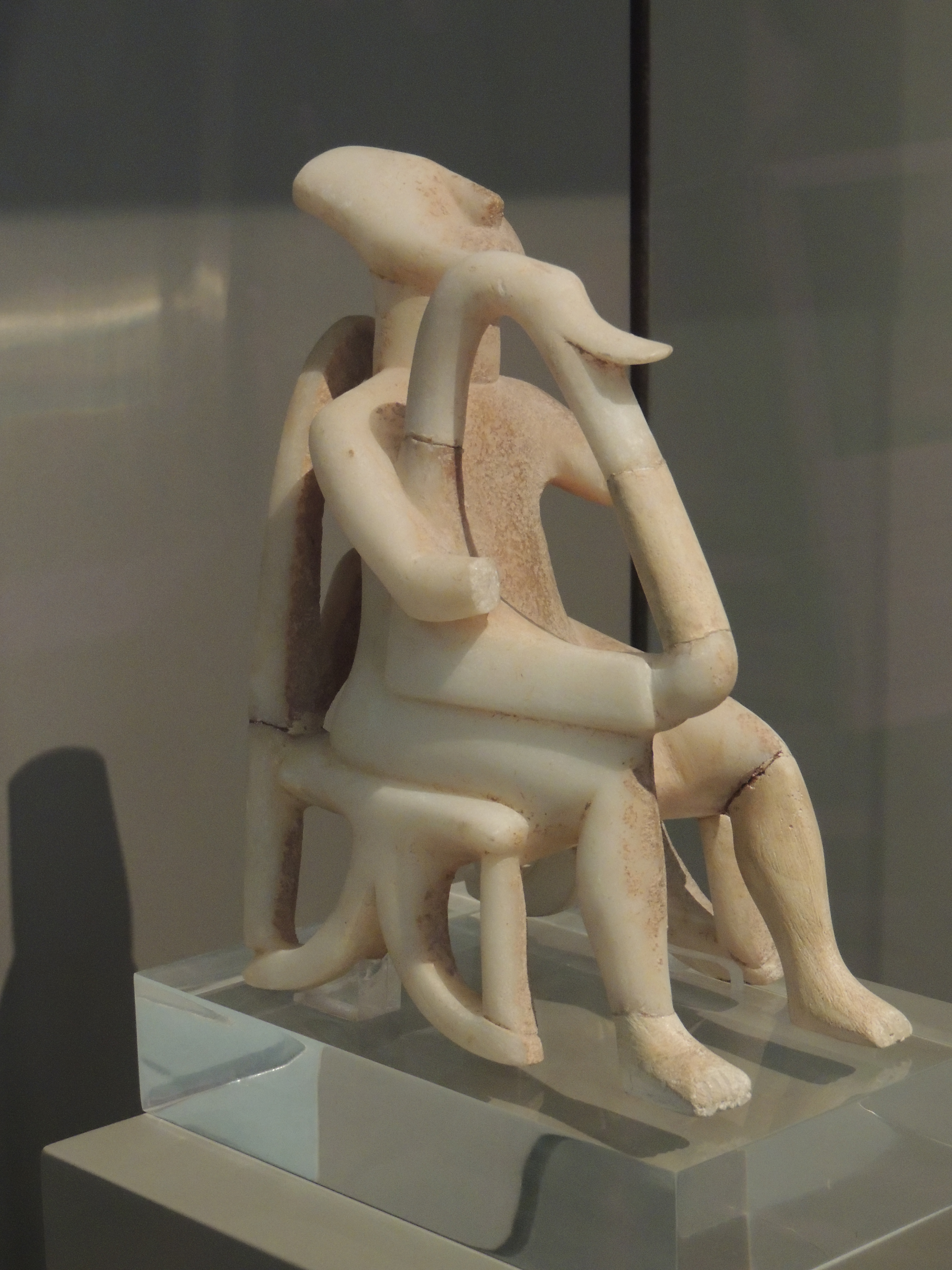
«نوازندهٔ چنگ»، نمونه‌ای از هنر کیکلادی، در موزه باستان‌شناسی ملی آتن

تمدن کیکلادی در دورهٔ نوسنگی پسین و عصر برنز آغازین، بیش‌تر با تندیس‌های مسطح و ساده‌ای شناخته می‌شود که از مرمر سفید خالص جزیره‌ها، چندین سده پیش از شکوفایی تمدن مینوسی‌ها در کرت، تراشیده می‌شدند. (این تندیس‌ها از محل دفن‌ها بیرون آورده شده‌اند تا نیاز بازار پررونق آثار باستانی کیکلادی در سدهٔ بیستم را پاسخ دهند)
فرهنگی نوسنگی با ویژگی‌های آمیخته از آناتولی و سرزمین اصلی یونان، پیش از ۴۰۰۰ پیش از میلاد در اژهٔ غربی پدید آمد که بر پایهٔ گندم دودانه، جو وحشی، گوسفند و بز، خوک و ماهی تُن (که احتمالاً با نیزه از قایق‌های کوچک شکار می‌شدند) استوار بود (راتر). از جمله محوطه‌های حفاری‌شده می‌توان به Chalandriani, Phylakopi, Skarkos, Saliagos و Kephala (در کئا) اشاره کرد، که شواهدی از مس‌کاری در آن‌ها دیده می‌شود. هر جزیرهٔ کوچک در کیکلادها می‌توانست فقط چند هزار نفر را پشتیبانی کند، اما مدل‌های قایق از دورهٔ کیکلادی پسین نشان می‌دهند که می‌شد پنجاه پاروزن از این جوامع پراکنده گرد آورد (راتر). با ظهور تمدن سازمان‌یافتهٔ کاخ‌محور در کرت، جزایر (جز دلوس، که به‌دلیل منزلت کهن‌اش به‌عنوان بست تا دوران مسیحیت همچنان معتبر بود) اهمیت خود را از دست دادند.

### باستان‌شناسی

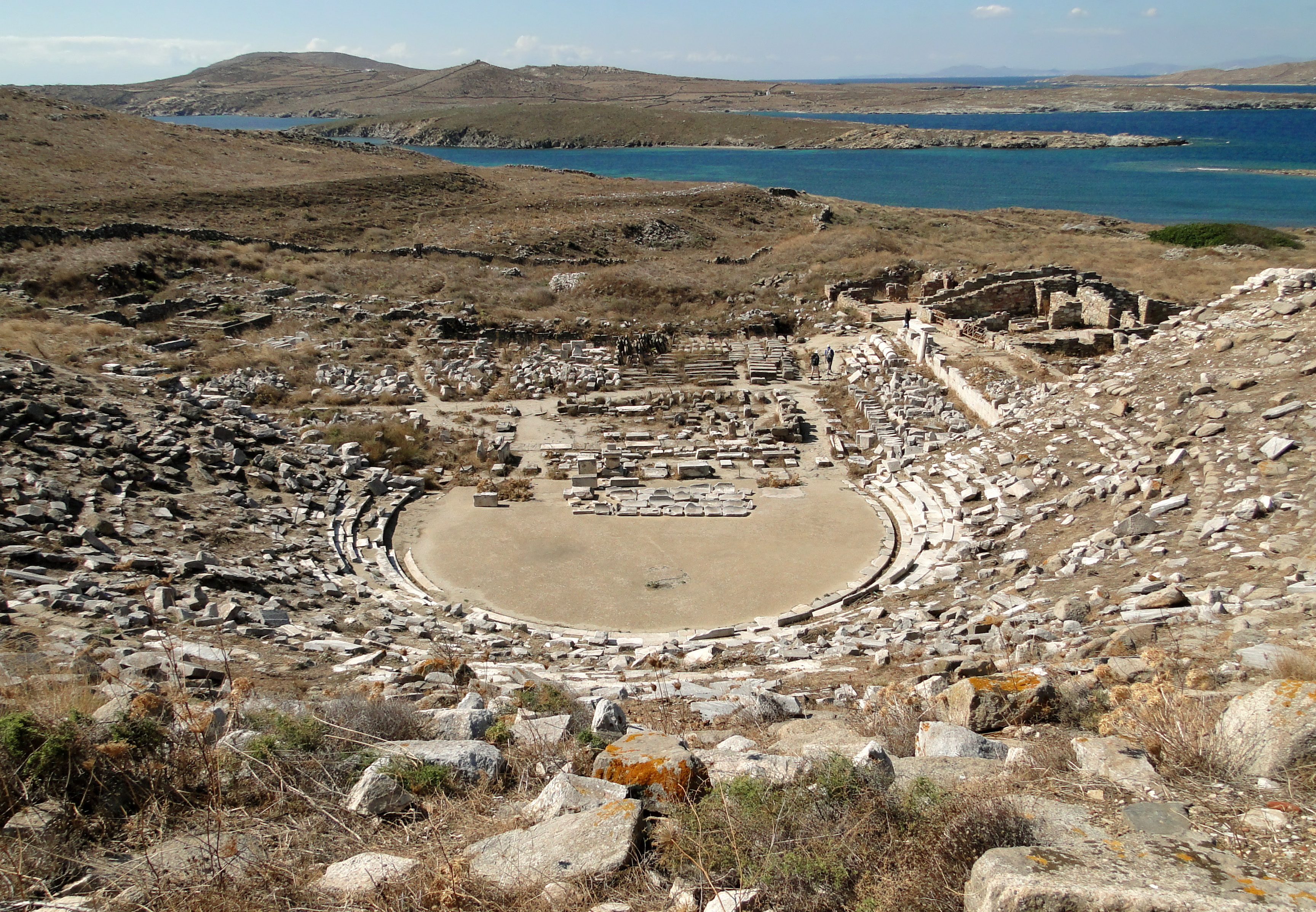
تئاتر باستانی دلوس

نخستین کاوش‌های باستان‌شناسی در دههٔ ۱۸۸۰ توسط باستان‌گرایانی مانند جیمز تئودور بنت در آنتی‌پاروس در اوایل ۱۸۸۴ انجام شد، که پس از آن، مدرسهٔ بریتانیایی آتن و کریستوس تسونتاس نیز پژوهش‌هایی در محوطه‌های تدفینی چند جزیره انجام دادند (۱۸۹۸–۱۸۹۹) و اصطلاح «تمدن کیکلادی» را رواج دادند. این علاقه بعداً رو به افول گذاشت و در نیمهٔ قرن بیستم با شتاب گرفتن بازار تندیس‌های کیکلادی—که به‌نظر می‌رسید شباهت زیادی به آثار ژان آرپ یا کنستانتین برانکوزی دارند—دوباره افزایش یافت. بسیاری از محوطه‌ها غارت شدند و بازار جعلیات نیز رونق یافت. بستر فرهنگی بسیاری از این تندیس‌های کیکلادی از میان رفته و احتمالاً معنای دقیق آن‌ها هرگز به‌طور کامل درک نخواهد شد.
یکی دیگر از اشیای جالب‌توجه و مرموز این فرهنگ، تابه‌های کیکلادی است. پژوهش‌های دقیق‌تر باستان‌شناسی نشان داده‌اند که یک فرهنگ کشاورزی و دریانوردی که حدود ۵۰۰۰ پیش از میلاد از آناتولی مهاجرت کرده بود، این تمدن را بنیاد نهاد. فرهنگ کیکلادی در سه دوره میان حدود ۳۳۰۰ تا ۲۰۰۰ پیش از میلاد گسترش یافت، و به‌تدریج زیر نفوذ فزایندهٔ تمدن مینوسی در کرت قرار گرفت. در سرزمین اصلی یونان، فرهنگ هم‌زمان با تمدن کیکلادی را دوره هلادی می‌نامند.
در دهه‌های اخیر، کیکلادها به مقصدی محبوب برای گردشگران اروپایی و دیگر کشورها تبدیل شده‌اند که این امر باعث مشکلاتی چون فرسایش، آلودگی و کمبود آب شده است.

## جغرافیا

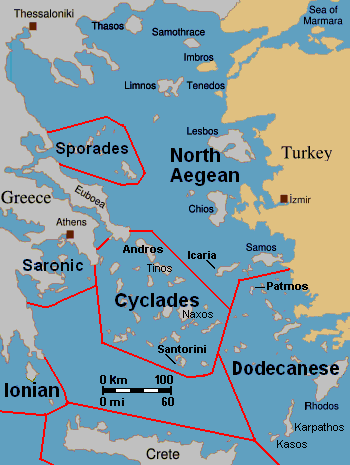
کیکلادها جزیرهٔ مقدس دلوس را در میان گرفته‌اند

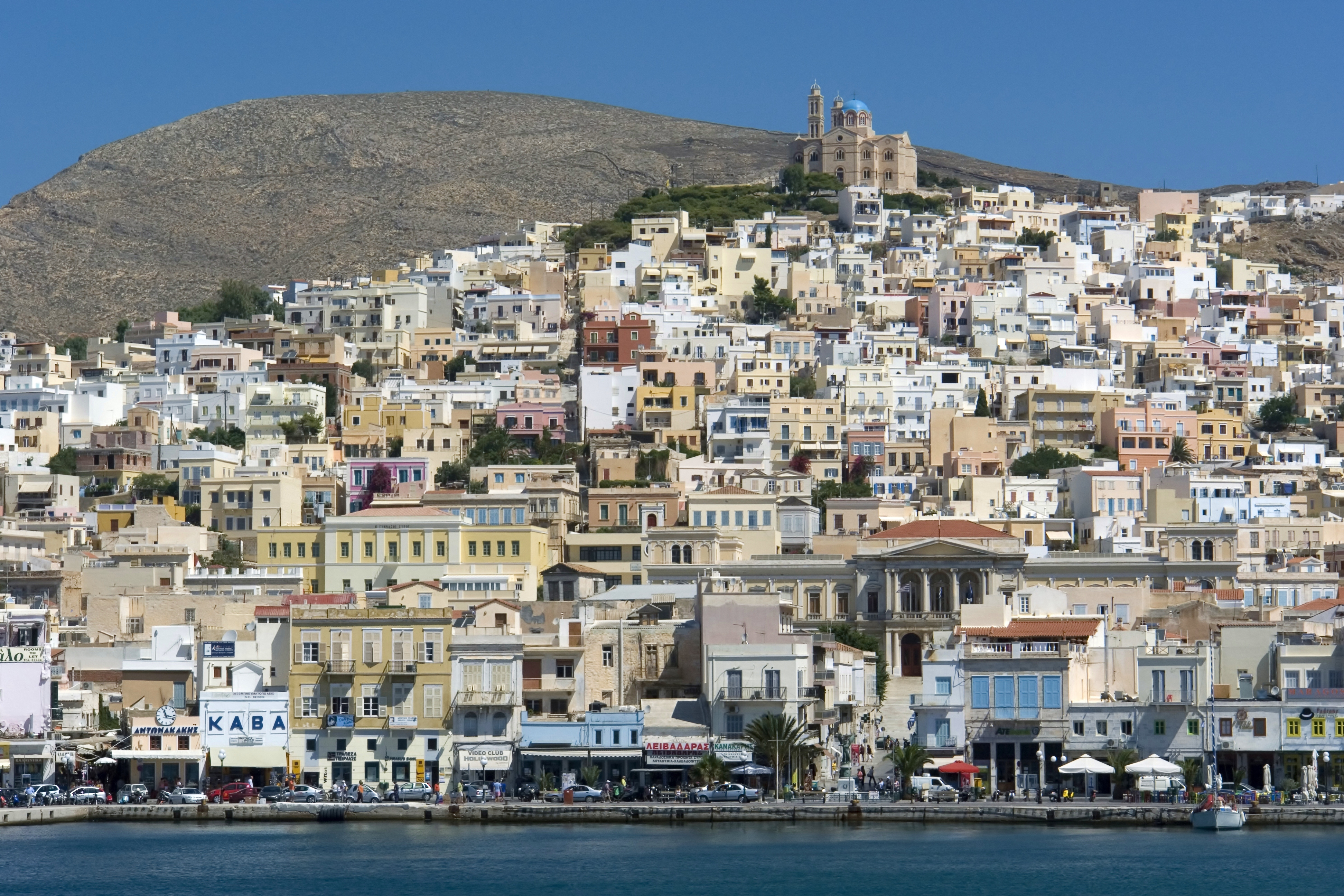
ارموپولی، پایتخت کیکلادها، در جزیره سیروس
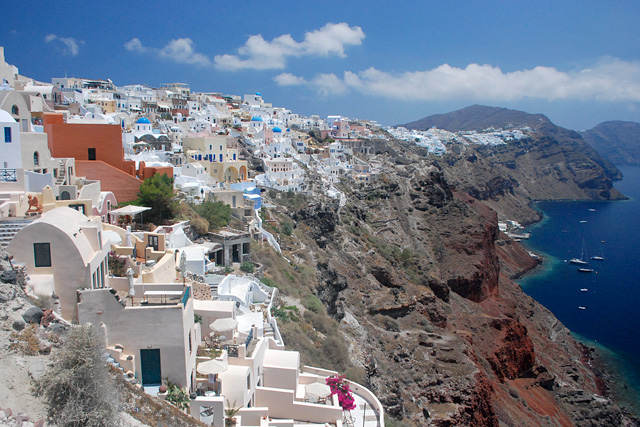
سانتورینی
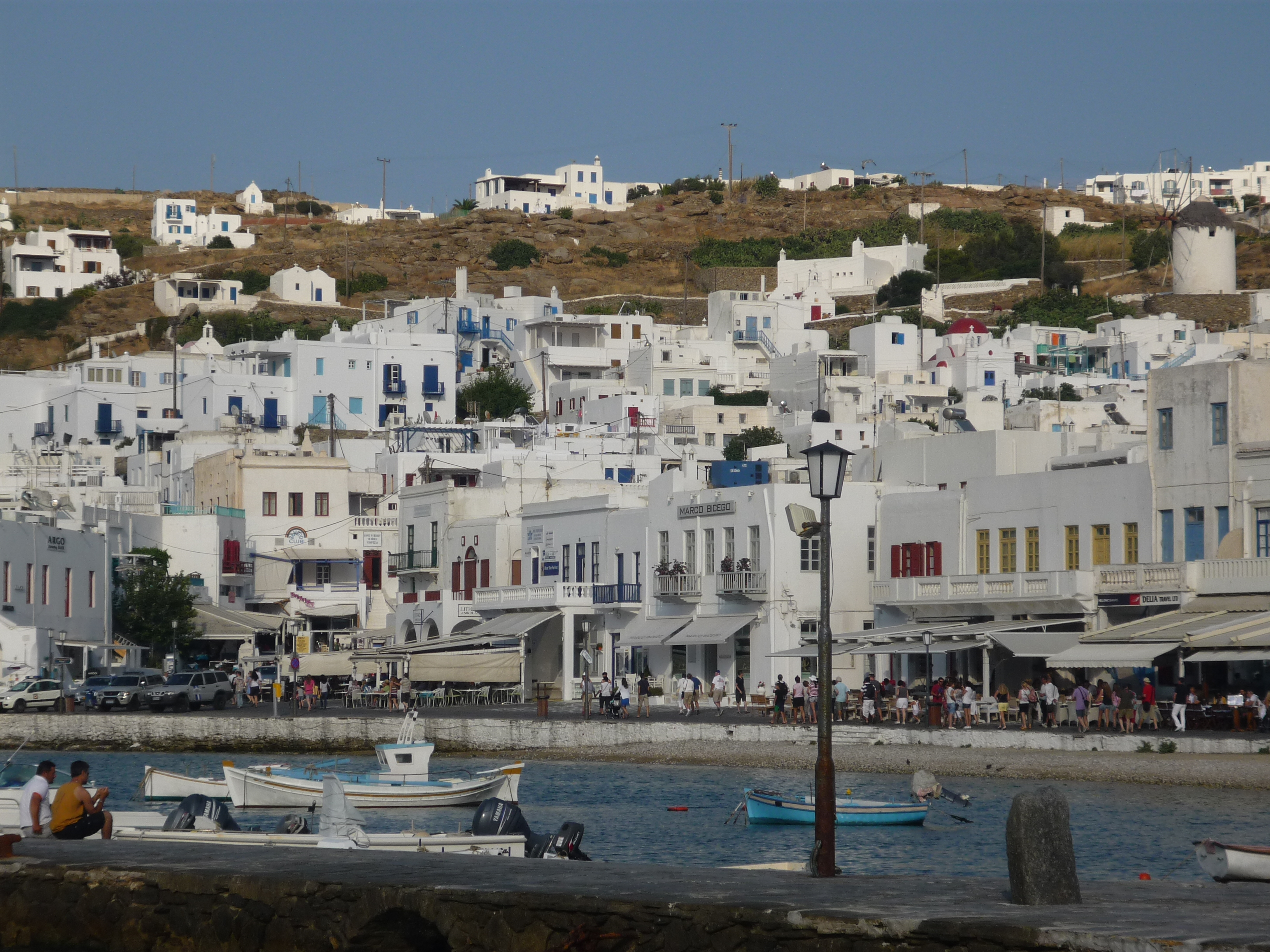
میکونوس
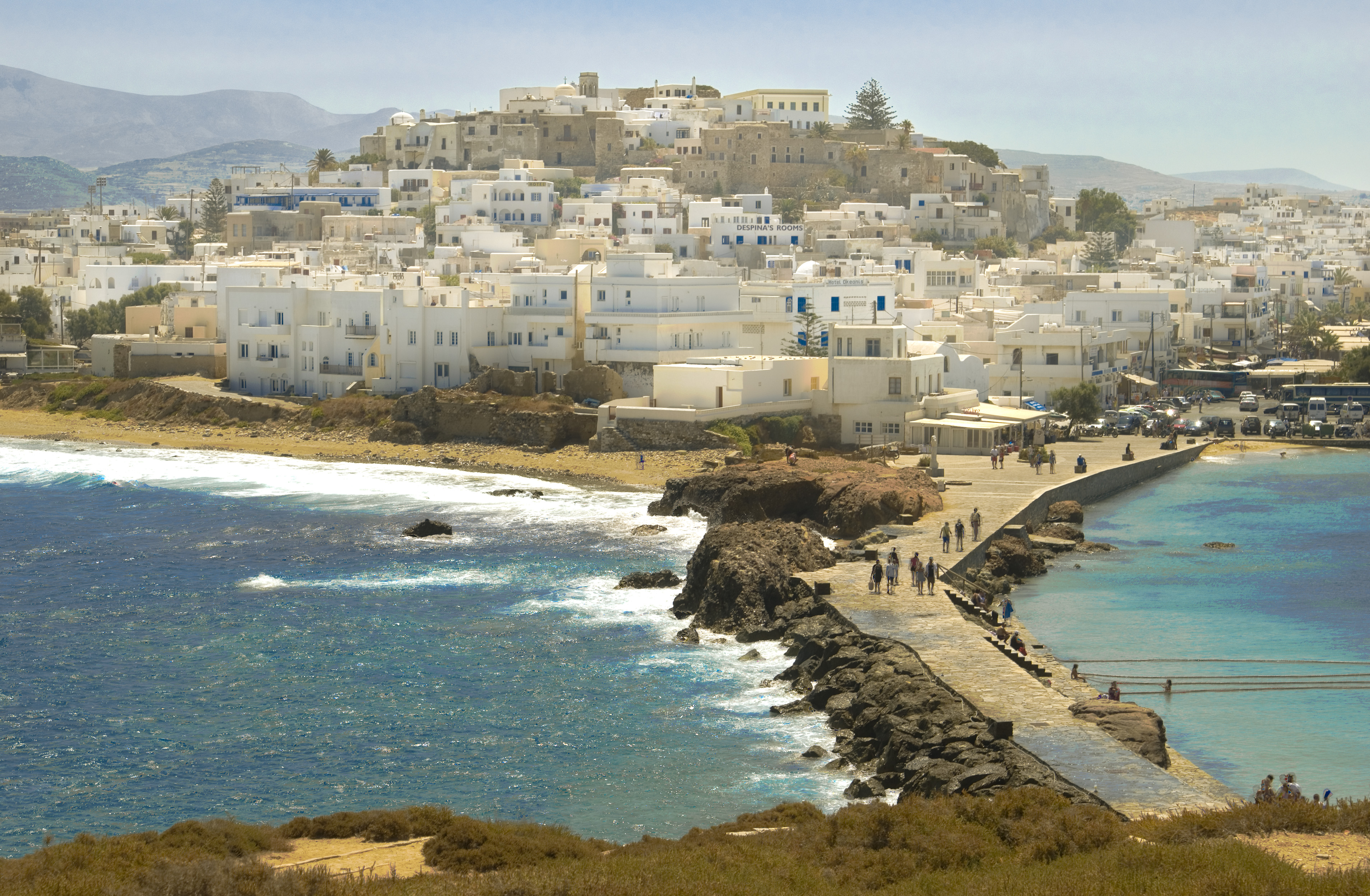
ناکسوس
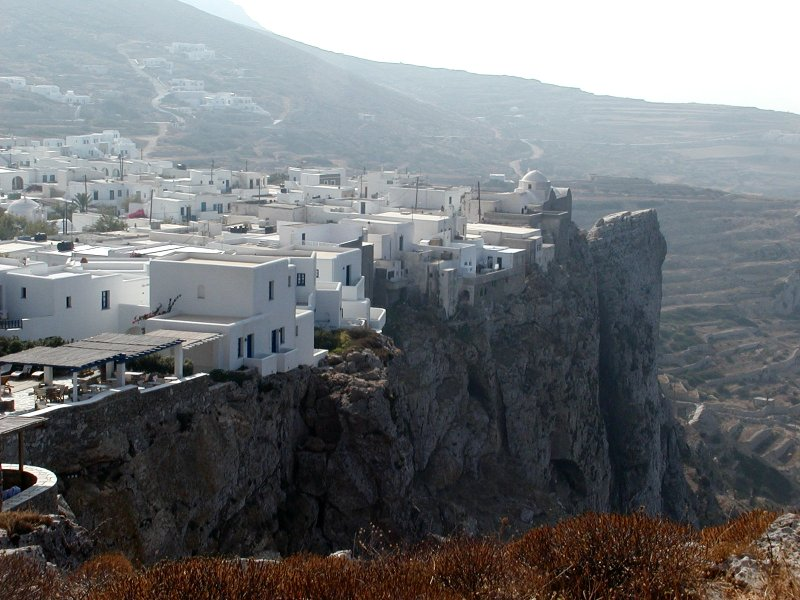
فوله‌گاندروس
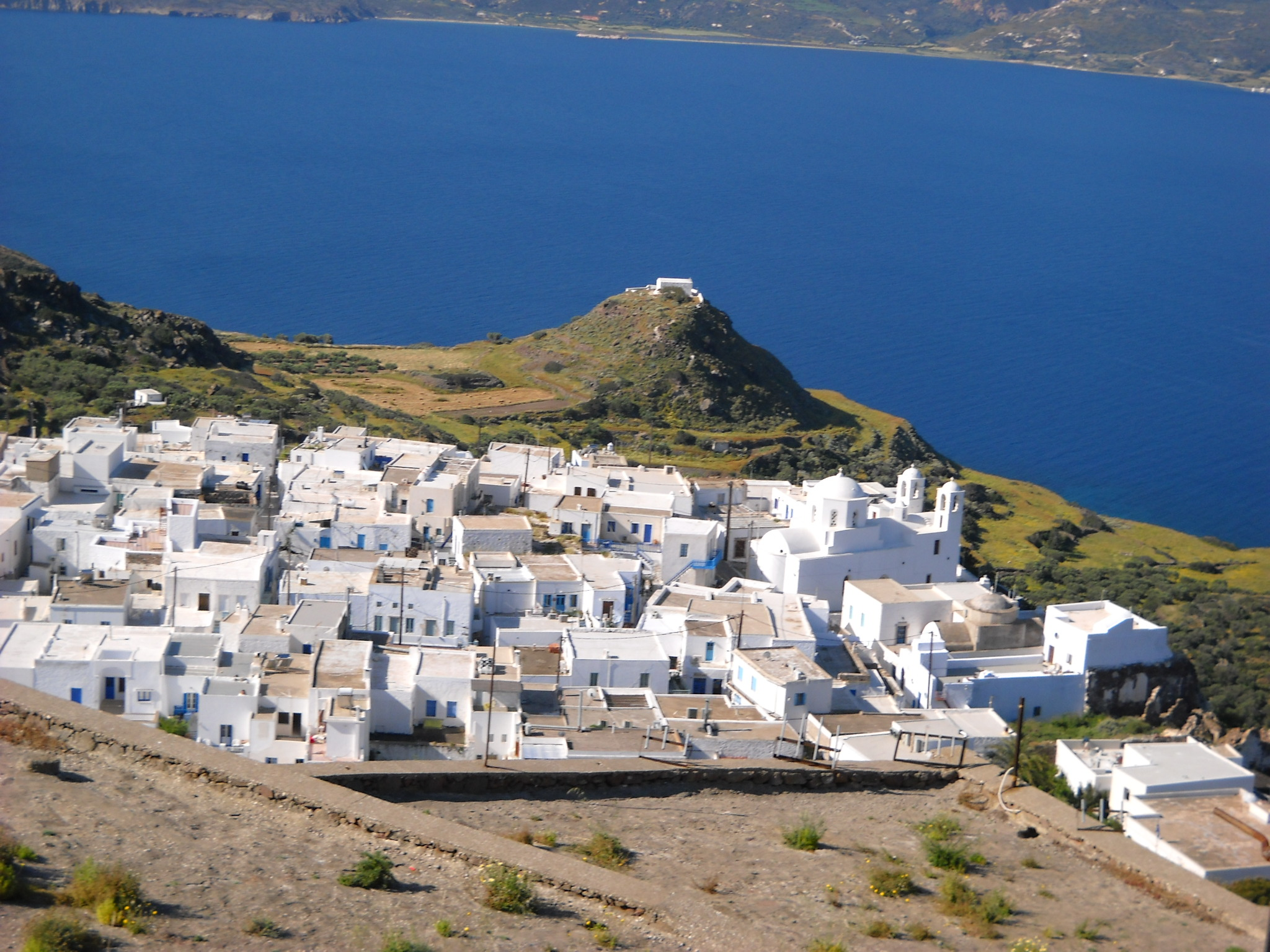
میلوس
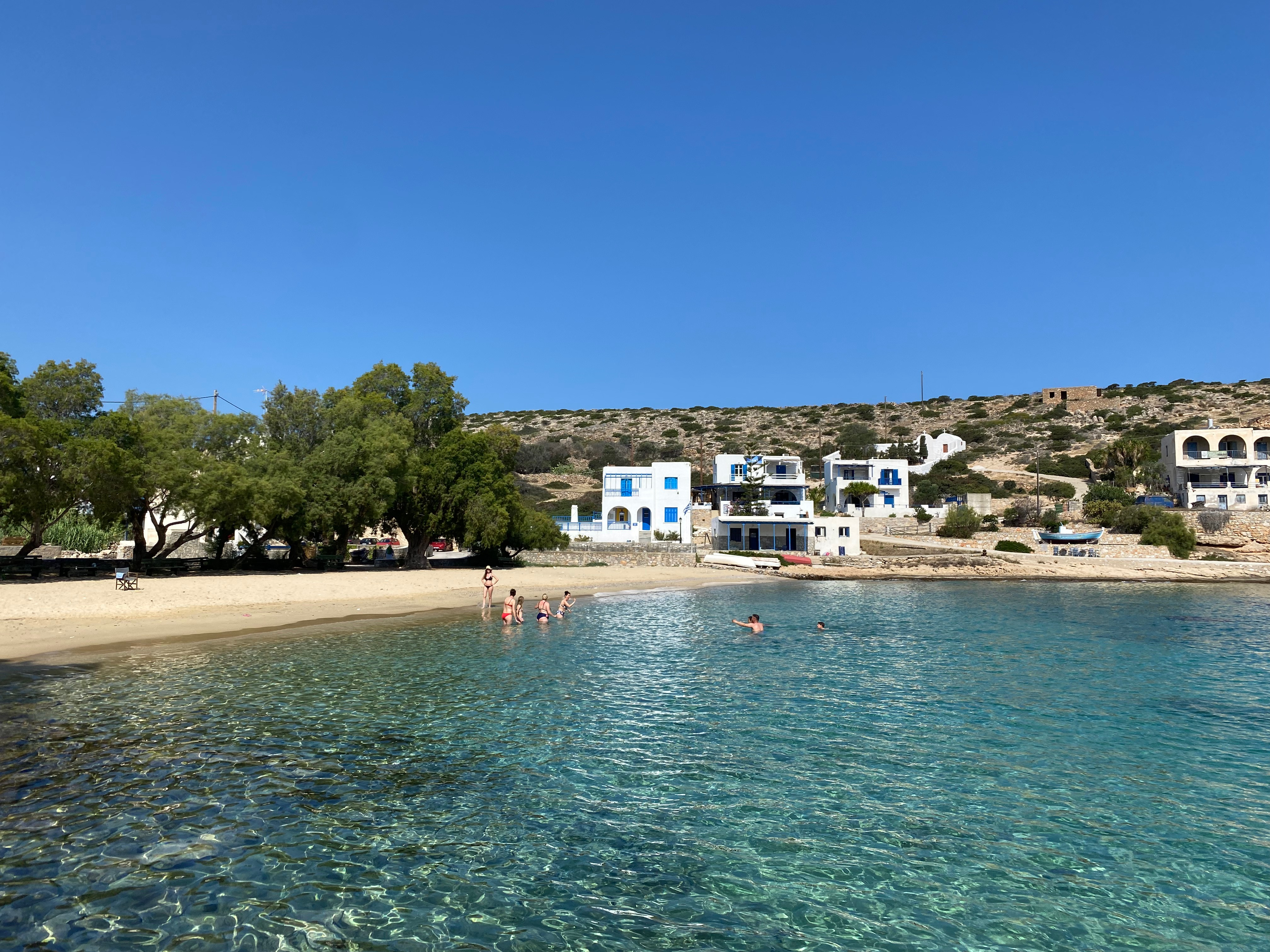
ایراکلیا
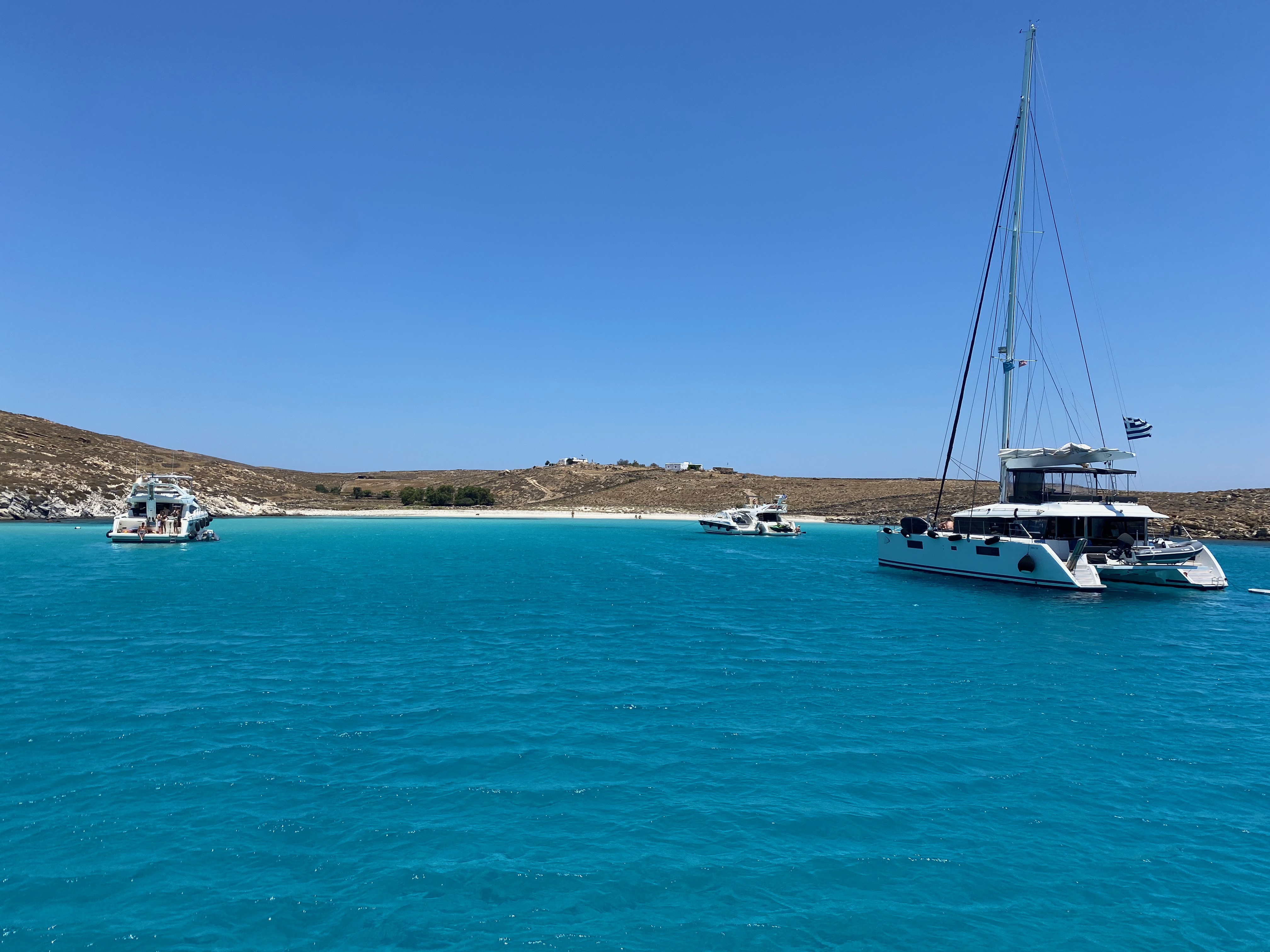
رینی‌آ
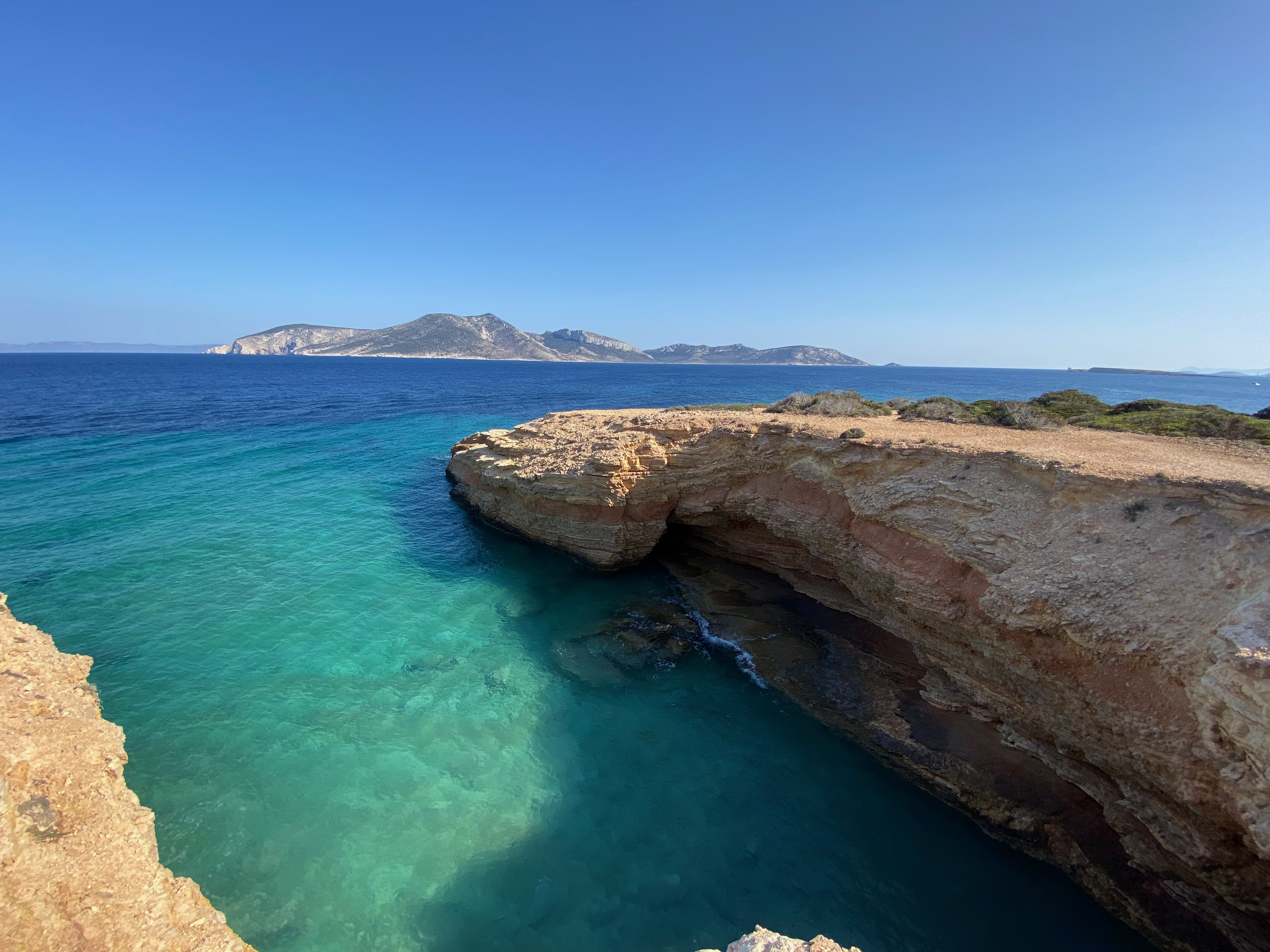
کوفونیسیا
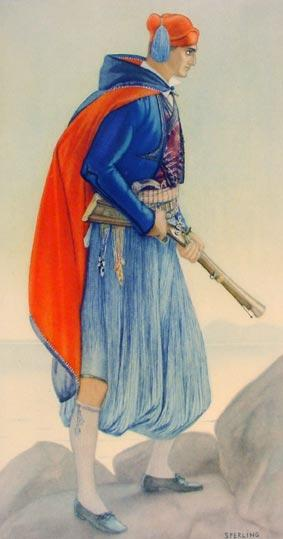
شلوار سنتی «وراکا» (شلوار گشاد) در پوشاک جزایر اژه

کیکلادها دربرگیرندهٔ حدود ۲۲۰ جزیره‌اند. جزیره‌های اصلی شامل آمورگوس، آنافی، آندروس، آنتی‌پاروس، دلوس، ایوس، کئا، کیمولوس، کیتنوس، میلوس، میکونوس، ناکسوس، پاروس، فوله‌گاندروس، سریفوس، سیفنوس، سیکینوس، سیروس، تینوس و سانتورینی هستند. همچنین جزایر کوچک‌تری نیز هستند که به کیکلادهای کوچک معروف‌اند، مانند دونوسا، اشکاتی، گیاروس، ایراکلیا، کوفونیسیا، ماکرونیسوس، رینی‌آ و شینووسا. نام «کیکلادها» از آرایشی دایره‌ای این جزایر پیرامون دلوس می‌آید. بیشتر جزایر کوچک، خالی از سکنه‌اند.
ارموپولی در سیروس شهر اصلی و مرکز اداری استان پیشین بوده است.
این جزیره‌ها قله‌های زمین‌ساخت کوهستانی فرورفته در دریا هستند، به‌جز دو آتشفشان در میلوس و سانتورینی. اقلیم منطقه معمولاً خشک و معتدل است، اما به‌جز ناکسوس، خاک بیشتر جزایر حاصل‌خیز نیست. محصولات کشاورزی شامل شراب، میوه، گندم، روغن زیتون و تنباکو است. دماهای پایین‌تر در ارتفاعات بالا ثبت می‌شوند، اما در این نواحی به‌ندرت هوای زمستانی دیده می‌شود.
کیکلادها از جنوب به دریای کرت محدود می‌شوند.